# Mail2Fax
Mail2Fax ist eine Technologie, die es ermöglicht, Faxe per E-Mail zu versenden. Dazu sendet der Benutzer eine E-Mail mit dem Fax im Anhang an ein spezielles Gateway, welches das Dokument dann als Fax an die gewünschte Nummer sendet.
Mail2Fax hat durch die starke Verbreitung von Breitbandzugängen wie DSL und deren drahtloser Anbindung an die PCs vermehrt Anwender gefunden, da die zum klassischen Faxversand über den Computer verwendeten Faxmodems und ISDN-Karten, die früher meist zugleich auch für den Schmalband-Einwahl-Internetzugang eingesetzt wurden, heute bei vielen Teilnehmern nicht mehr an das leitungsvermittelte Festnetz angeschlossen oder überhaupt nicht mehr vorhanden sind.
Im Zuge der zunehmenden Entbündelung der Breitbandzugänge und angesichts des Migrationsprozesses von der klassischen Festnetz-Telefonie hin zur auf Datenanschlüssen basierenden IP-Telefonie sowie aufgrund der preiswerter werdenden Mobilfunknutzung stehen in einer zunehmenden Zahl von Haushalten zudem überhaupt keine geeigneten zuverlässigen Anschlussmöglichkeiten für diese Endgeräte mehr zur Verfügung.
Viele UMS-Dienste stellen Mail2Fax zur Verfügung, es existieren aber auch Anbieter, die sich ausschließlich darauf spezialisiert haben.
Der Vorgang ist auch umgekehrt möglich und wird als Fax2mail bezeichnet.